# Lucas Vásquez de Ayllón
Lucas Vásquez de Ayllón (Spanje, 1478 - San Miguel de Gualdape, 18 oktober 1526) was een Spaanse conquistador die het verbouwen van suiker overzag in Hispaniola (het eiland van het huidige Haïti en Dominicaanse Republiek). Hij had de inheemse bevolking tot slaven gemaakt die op zijn plantages moesten werken. In juni 1521 zond hij een schip onder leiding van Juan Ponce de León om Florida te verkennen.
In 1526 voer Vásquez met zes schepen naar het noorden, in de richting van het Noord-Amerikaanse continent. Aan boord waren vijfhonderd kolonisten en een flinke voorraad voor de te stichten kolonie. Nadat hij de kusten van Georgia en Carolina had verkend ging hij op 29 september aan land bij Winyah Bay, in wat nu South Carolina is. Het dorp dat de kolonisten bouwden, genaamd San Miguel de Gualdape, kreeg te maken met hongersnood, epidemieën en aanvallen van vijandige Indianen die zich tegen de Spaanse rooftochten en slavenjachten keerden, mogelijk Catawba of Powhatan. Na Vásquez' dood in 1526 waren slechts hondervijftig van de kolonisten nog in leven, en zij vertrokken datzelfde jaar weer terug naar Hispaniola.